# Pseudonogastris aculeata
Pseudonogastris aculeata är en insektsart som först beskrevs av Ludwig Redtenbacher 1906.  Pseudonogastris aculeata ingår i släktet Pseudonogastris och familjen Bacillidae. Inga underarter finns listade i Catalogue of Life.